# Avondale House
Avondale House, à Avondale, dans le comté de Wicklow, en Irlande, est le lieu de naissance et la maison de Charles Stewart Parnell. Elle est située dans le parc forestier d'Avondale, qui s'étend sur 2 km 2 (500 acres) de terrain, environ 1,5 km de la ville voisine de Rathdrum. La rivière Avonmore traverse le parc en direction de la mer d'Irlande. La maison est maintenant un musée.

## Histoire

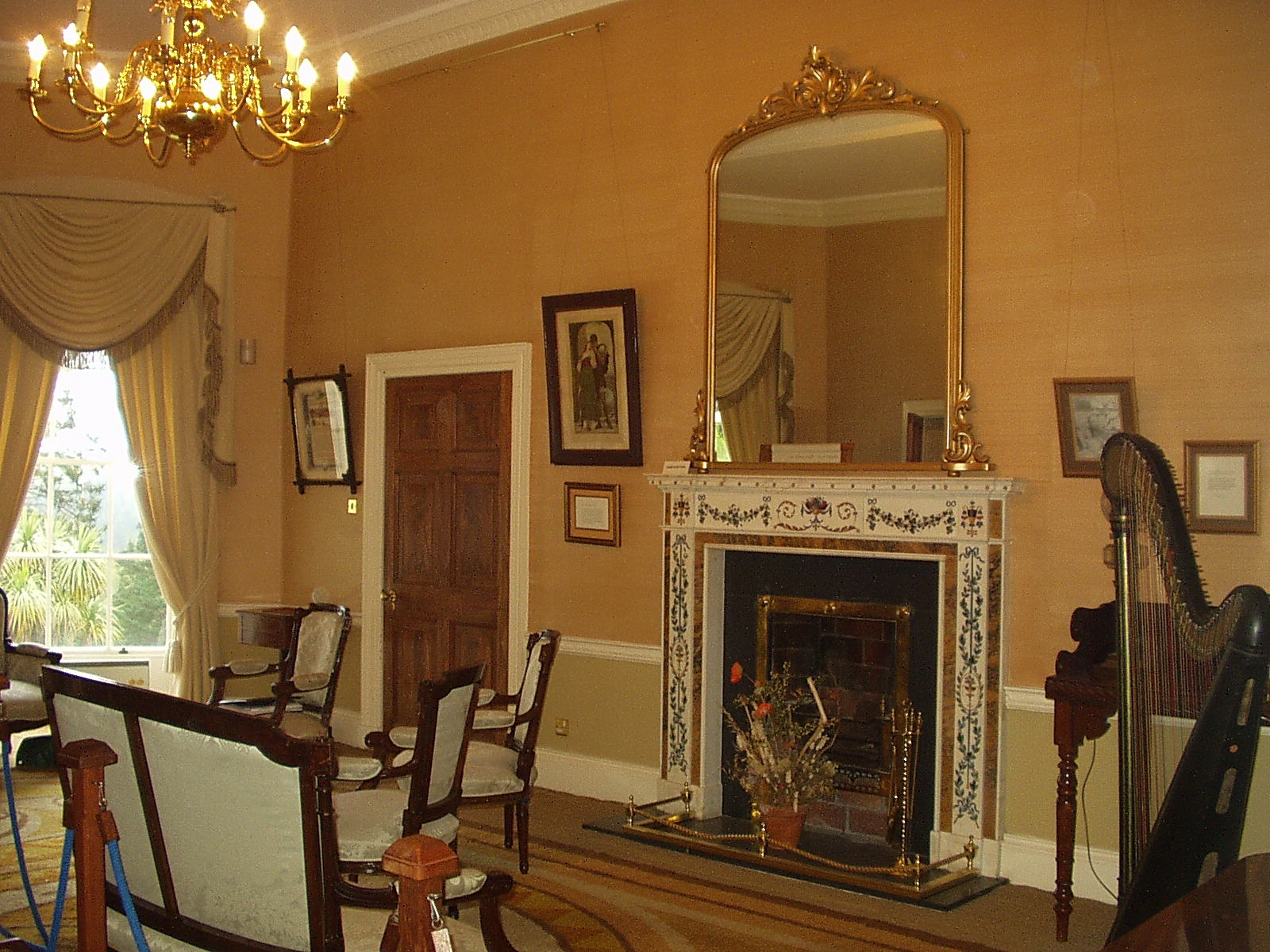
The Drawing Room, avec certains des meubles originaux de la maison

Avondale House est construite en 1777 pour Samuel Hayes, un avocat, auteur d'un livre sur la foresterie irlandaise et est un pionnier du reboisement de l'Irlande, plantant plusieurs milliers d'arbres sur le domaine. Il le lègue à son ami et collègue député John Parnell, 2e baronnet, en 1795 et l'arrière-petit-fils de ce dernier, Charles Stewart Parnell, y est né en 1846. Après la mort de Parnell en 1891, le domaine est vendu à un boucher de Dublin de Phibsboro qui abat la plupart des arbres pour récupérer son investissement.
La maison est géorgienne, probablement conçue par James Wyatt et construite en 1777. Elle se distingue par ses beaux plâtres et contient encore de nombreux meubles d'origine. La salle américaine est dédiée à l'amiral Charles Stewart (1778-1869), le grand-père américain de Parnell qui commande l'USS Constitution (aujourd'hui amarré dans le port de Boston) pendant la guerre de 1812.
Les bois sont renouvelés en 1904 lorsque le domaine est vendu au gouvernement. La maison sert d'école forestière et le terrain est planté d'une grande variété d'arbres, les plus réussis étant des conifères de la côte pacifique de l'Amérique du Nord. Les terrains abritent désormais des spécimens de séquoias géants de Californie et d'épinettes de Sitka de Colombie-Britannique. Les ruines de l'ancienne scierie de Parnell et du puits de Parnell se trouvent sur le site. L'une des attractions du site est un train forestier sans rail qui traverse le parc. L'extérieur de la maison est présenté dans un tableau de la biographie de Parnell de R. Barry O'Brien en 1898. En 2019, Failte Ireland annonce un important projet de restauration pour Avondale House et Forest Park.